# Inchenhofen
Inchenhofen est une commune de Bavière (Allemagne) de 2 492 habitants, située dans l'arrondissement d'Aichach-Friedberg.